# El Campillo (Huelva)
El Campillo ist eine spanische Gemeinde (Municipio) in der Provinz Huelva in der Autonomen Region Andalusien. 2024 hatte die Gemeinde 2.014 Einwohner. Sie befindet sich in der Comarca Cuenca Minera.

## Geografie
El Campillo liegt etwa 60 Kilometer nordnordöstlich von Huelva. Der Río Odiel begrenzt die Gemeinde im Nordwesten.
Nahe der Gemeinde gab es Kupferminen. Diese wurden zu allen Zeiten, schon vor den Römern, von diesen und den Muslimen des Kalifats, aber wirtschaftlich Mitte des 20. Jahrhunderts von der Rio Tinto Company ausgebeutet. Gewässer der Gegend zeigen eine rotbraune Farbe.

## Geschichte
Die Gemeinde ist gewiss auf eine arabische Siedlung zurückzuführen, wenngleich die Dolmen bereits von einer prähistorischen Anwesenheit des Menschen in der Gegend zeugen. Die Römer scheinen hier vor allem von ihrer militärischen Befestigung (Kastell) aus die Minen betrieben zu haben.

## Sehenswürdigkeiten
- Marienkirche (Iglesia de Santa María de Jesús)
- Dolmen La Cantina
- Moralejo und Mimbrera, römische Minen
- Cabezos Coloraos und Escorial Monago, muslimische Befestigungen
- Moraña, ein muslimischer Friedhof
- Cañada de las adelfas (Schlackenhalde): An den Hängen der Casa de la Mimbrera findet sich ein Schlackeplatz, der auf eine muslimische Metallverhüttung schließen lässt

## Persönlichkeiten
- Fermín López (* 2003), Fußballspieler